# Saison 2017-2018 du Chartres Métropole Handball 28
Maillots
Chronologie
Saison 2016-2017 Saison 2018-2019
Dernière mise à jour : 4 juillet 2018.
La saison 2017-2018 du Chartres Métropole Handball 28 est la seconde consécutive en D2 après la relégation de D1 en 2016.
L'équipe entraînée par Jérémy Roussel est favorite pour la montée en D1. Mais les Chartrains ne peuvent obtenir mieux que la seconde place de ProLigue, qualificative pour les play-offs. Finaliste lors de l'exercice précédent, l'équipe est éliminée par Sélestat Alsace handball dès les demi-finales.
En Coupe de la Ligue, Chartres est éliminé par Cesson Rennes dès le 1er tour. En Coupe de France, le CMHB 28 perd chez Saint-Marcel Vernon en 8e de finale.

## Avant-saison

### Objectif du club
Pour la saison 2017-2018, le club reste déterminé à accéder à la division supérieure et à s'y installer durablement. Alors qu'il avait déjà le statut de favori la saison précédente, le CMHB28 est à nouveau l'équipe à battre. L'objectif est de s'épargner la loterie des play-offs, et d'aller chercher la première place, qui permettrait de retrouver la D1, deux ans après l'avoir quittée. Cette ambition est aussi celle des collectivités - le principal soutien financier - qui verraient d'un bon œil que le club évolue dans l'élite au moment de la livraison de la nouvelle salle, à l'horizon 2019.

### Budget
Le club part avec le plus gros budget du championnat (3,17 M€) et la masse salariale la plus importante (1,92 M€).

### Transferts
Malheureux dans certains choix l'an passé - cinq des sept recrues de 2016 repartent au bout d'un an - Jérémy Roussel remodèle de nouveau son groupe. Edin Bašić, ancien patron de Chambéry et élu trois fois meilleur demi-centre du championnat de France, le pivot Grégoire Detrez (55 sélections en équipe de France) et l'ailier gauche Rémi Feutrier (international japonais) renforcent le groupe notamment.
| Nom                   | Poste          | Durée/Raison | Provenance/Destination     |
| --------------------- | -------------- | ------------ | -------------------------- |
| Arrivées              |                |              |                            |
| Ricardo Candeias      | Gardien        |              | Pontault-Combault Handball |
| Rémi Feutrier         | Ailier gauche  |              | Chambéry SMB HB            |
| Joris Baart           | Arrière droit  |              | Limburg Lions              |
| Miguel Baptista       | Arrière droit  |              | A.A. Avanca (en)           |
| Fábio Magalhães       | Arrière gauche |              | Madeira Andebol SAD        |
| Edin Bašić            | Demi-centre    |              | Chambéry SMB HB            |
| Grégoire Detrez       | Pivot          |              | Chambéry SMB HB            |
| Départs               |                |              |                            |
| Yeray Lamariano       | Gardien        |              | BM Nava                    |
| Louis Prévost         | Gardien        |              |                            |
| Eduardo Reig Guillen  | Ailier gauche  |              |                            |
| Gaël Tribillon rés.   | Ailier gauche  |              | Fenix Toulouse Handball    |
| Rodrigo Salinas Muñoz | Arrière droit  |              | CD Bidasoa                 |
| Boris Becirovic       | Arrière gauche |              |                            |
| Lars Hald             | Pivot          |              |                            |

## Compétitions

### Championnat
Le Chartres MHB 28 termine le championnat à la seconde place avec 17 victoires, 3 matchs nuls et 6 défaites. Le club chartrain fait partie des quatre clubs participant aux play-offs. Une victoire rapportant deux points et un match nul un point, le CMHB totalise 37 points soit trois de moins qu'Istres (1er).
Les Chartrains possèdent la deuxième meilleure attaque du championnat avec 729 buts marqués, la deuxième défense en encaissant que 656 buts, et la meilleure différence de buts.
Extrait du classement de D2 2016-2017
|   | Équipe                       | Pts | J  | G  | N | P  | Bp  | Bc  | Diff |
| - | ---------------------------- | --- | -- | -- | - | -- | --- | --- | ---- |
| 1 | Istres Provence Handball     | 40  | 26 | 17 | 6 | 3  | 701 | 638 | 63   |
| 2 | Chartres MHB 28              | 37  | 26 | 17 | 3 | 6  | 729 | 656 | 73   |
| 3 | Dijon Métropole Handball     | 32  | 26 | 14 | 4 | 8  | 709 | 677 | 32   |
| 4 | Pontault-Combault Handball   | 31  | 26 | 14 | 3 | 9  | 734 | 704 | 30   |
| 5 | Sélestat Alsace handball (R) | 29  | 26 | 10 | 9 | 7  | 726 | 693 | 33   |
| 6 | US Créteil (R)               | 26  | 26 | 11 | 4 | 11 | 727 | 729 | -2   |
| 7 | Saint-Marcel Vernon (P)      | 23  | 26 | 8  | 7 | 11 | 658 | 693 | -35  |

Play-offs
|  | Demi-finales      | Demi-finales                   | Demi-finales      | Demi-finales               |    |                          | Finale            | Finale            | Finale            | Finale            |
|  |                   |                                |                   |                            |    |                          |                   |                   |                   |                   |
|  | 15 et 18 mai 2018 | 15 et 18 mai 2018              | 15 et 18 mai 2018 | 15 et 18 mai 2018          |    |                          | 22 et 25 mai 2018 | 22 et 25 mai 2018 | 22 et 25 mai 2018 | 22 et 25 mai 2018 |
|  | 5e                | Sélestat Alsace handball       | 36                | 24                         |    |                          | 22 et 25 mai 2018 | 22 et 25 mai 2018 | 22 et 25 mai 2018 | 22 et 25 mai 2018 |
|  | 5e                | Sélestat Alsace handball       | 36                | 24                         |    |                          | 22 et 25 mai 2018 | 22 et 25 mai 2018 | 22 et 25 mai 2018 | 22 et 25 mai 2018 |
|  | 2e                | Chartres Métropole Handball 28 | 28                | 29                         |    |                          | 22 et 25 mai 2018 | 22 et 25 mai 2018 | 22 et 25 mai 2018 | 22 et 25 mai 2018 |
|  | 2e                | Chartres Métropole Handball 28 | 28                | 29                         | 5e | Sélestat Alsace handball | 31                | 25                |                   |                   |
|  | 15 et 18 mai 2018 |                                |                   |                            | 5e | Sélestat Alsace handball | 31                | 25                |                   |                   |
|  |                   |                                | 4e                | Pontault-Combault Handball | 31 | 25                       |                   |                   |                   |                   |
|  | 4e                | Pontault-Combault Handball     | 4e                | Pontault-Combault Handball | 31 | 25                       | 25                | 26                |                   |                   |
|  | 4e                | Pontault-Combault Handball     |                   |                            |    |                          |                   | 26                |                   |                   |
|  | 3e                | Dijon Métropole Handball       | 25                | 26                         |    |                          |                   |                   |                   |                   |
|  | 3e                | Dijon Métropole Handball       | 25                | 26                         |    |                          |                   |                   |                   |                   |

### Coupe de France
| Tour          | Date             | Club recevant            | Score   | Club visiteur        |
| ------------- | ---------------- | ------------------------ | ------- | -------------------- |
| 32e de finale | 18 novembre 2017 | US Saintes HB (D3)       | 30 – 38 | Chartres MHB 28      |
| 16e de finale | 15 décembre 2017 | Chartres MHB 28          | 45 – 24 | Limoges Hand 87 (D2) |
| 8e de finale  | 4 février 2018   | Saint-Marcel Vernon (D2) | 25 - 22 | Chartres MHB 28 (D2) |

### Coupe de la Ligue
| Tour          | Date             | Club recevant        | Score   | Club visiteur          |
| ------------- | ---------------- | -------------------- | ------- | ---------------------- |
| 16e de finale | 8 septembre 2017 | Chartres MHB 28 (D2) | 23 – 29 | Cesson Rennes MHB (D1) |

## Joueurs et encadrement technique

### Encadrement technique

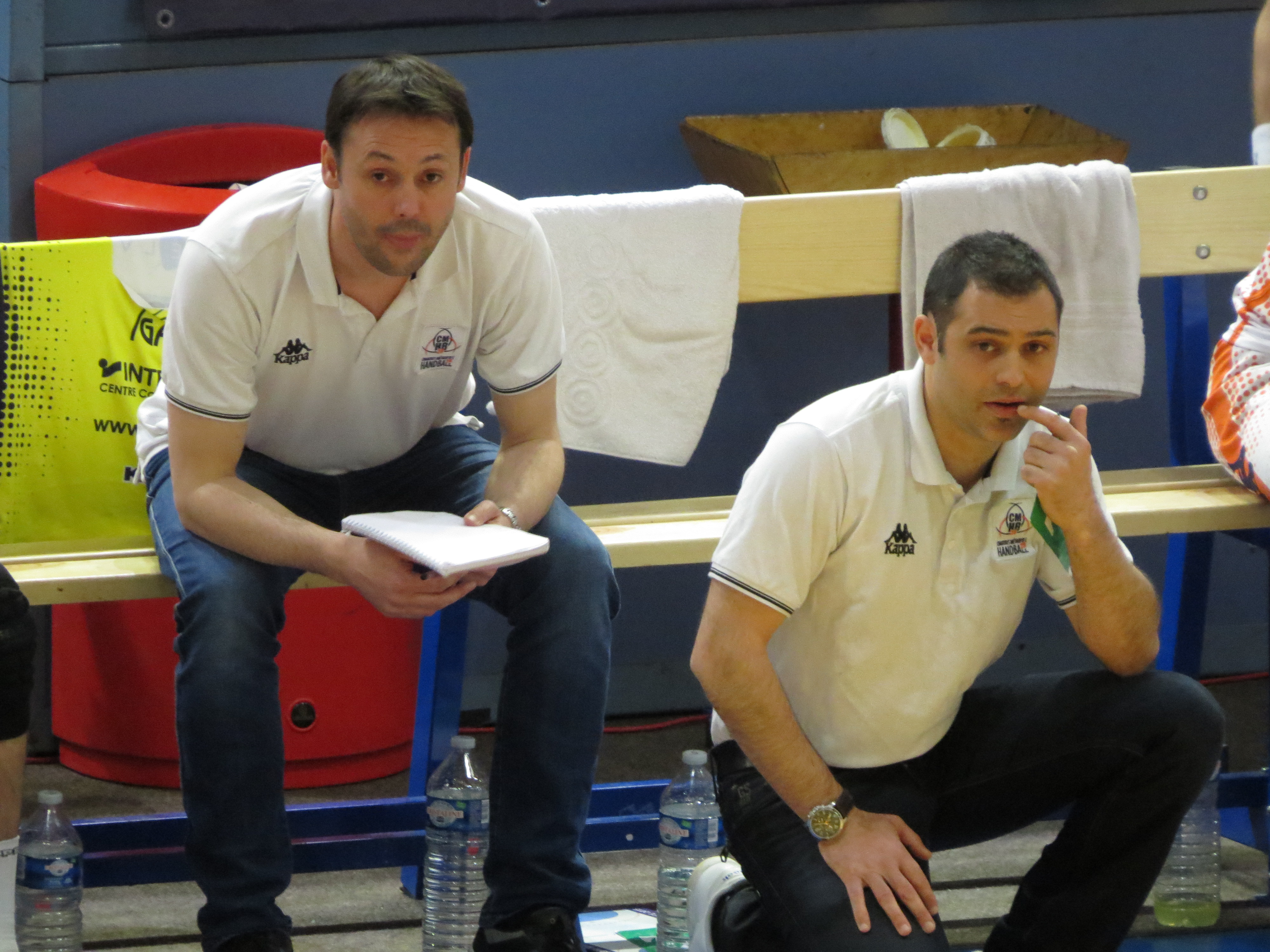
Jérémy Roussel (accroupi) et son adjoint en 2016.

L'encadremment de l'équipe fanion reste le même que durant la fin de saison précédente : Jérémy Roussel étant secondé par Jérôme Delarue.

### Effectif professionnel
Malheureux dans certains choix de l'été 2016 - cinq des sept recrues sont reparties - Jérémy Roussel remodèle de nouveau son groupe. À l'heure du bilan, il avait identifié des faiblesses chez les gardiens et les pivots, mais aussi dans la dimension psychologique. Pour le leadership, Chartres peut compter sur Edin Bašić. Le Bosnien arrive avec deux autres Savoyards : le pivot Grégoire Detrez, 55 sélections en équipe de France, et l'ailier gauche Rémi Feutrier, international japonais. Dans les cages, on retrouve le Portugais Ricardo Candeias, désigné meilleur gardien de D2 il y a deux ans avec Pontault-Combault. Deux de ses compatriotes intègrent aussi l'effectif, et vont découvrir la France : les arrières Fabio Magalhaes et Miguel Baptista. Idem pour le Hollandais Joris Baart. « On est dans une perspective à court terme pour monter. Ensuite, on réfléchira à construire une équipe sur trois, quatre ou cinq ans », explique Roussel en juin 2017.